# 국립고등기계항공학교

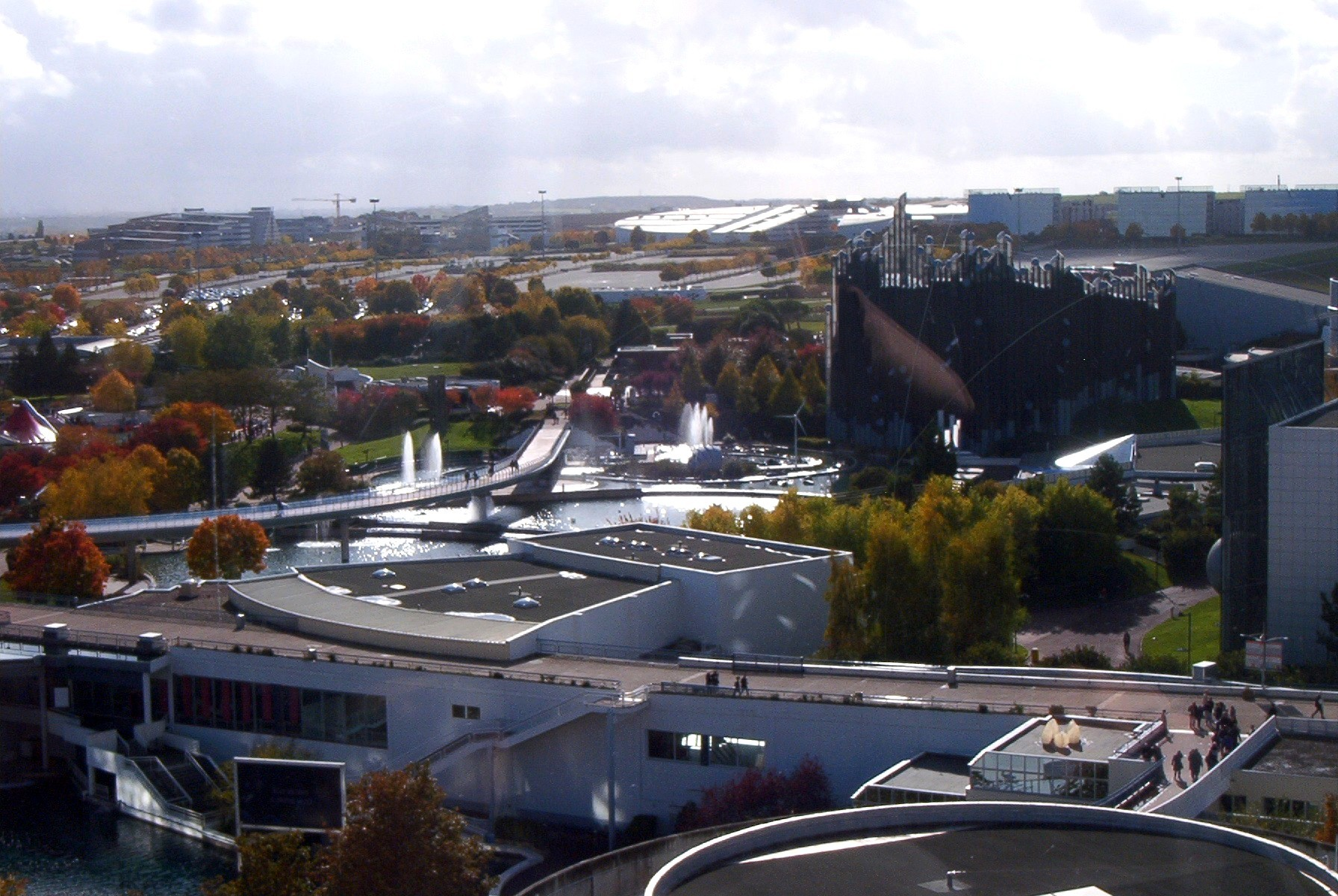

국립고등기계항공학교(프랑스어: École nationale supérieure de mécanique et d'aérotechnique, E.N.S.M.A.)는 프랑스 공립 그랑제콜이다. 기계와 항공 분야 프랑스 최고의 엔지니어 학교이며 1948년 창설 이래로 수많은 항공산업 그랑제꼴 엔지니어를 배출하였다. SUPAERO, ENSICA와 함께 프랑스 3대 항공학교 (École d'ingénieur aéronautique)이다. ISAE-ENSMA, E.N.S.M.A. 로 약칭된다. 2007년 이후 SUPAERO, ENSICA, ESTACA 그리고 École de l'air와 함께 프랑스국립고등항공우주학교로 그룹화되었다.